# Aleksandra Bystroń-Kołodziejczyk
Aleksandra Bystroń-Kołodziejczyk (Brzeszcze, 26 de julio de 1927; 16 de septiembre de 2016) fue un miembro de la resistencia polaca (“łączniczką w AK") en la Segunda Guerra Mundial y testigo del Holocausto.   
De niña dejó comida a los prisioneros en el campo de concentración de Auschwitz. Más tarde se unió al grupo de resistencia Unión de Lucha Armada (ZWZ-AK) y llevó mensajes para ellos. 

## Biografía
Nació como Aleksandra Bystroń en Brzeszcze, Polonia, cerca de la ciudad de Oświęcim (llamada Auschwitz por los invasores alemanes). Su padre trabajaba como agrimensor en la industria minera. 
En abril de 1940, tras la invasión de Polonia, los nazis encarcelaron a su padre en el sistema de campos de concentración. Junto con sus amigos, se puso en contacto con los prisioneros del campo y se las arregló para proporcionarles suministros.  
En 1941, se unió al Ejército Nacional, entonces conocido como Unión de Lucha Armada, con el título de oficial de enlace.   Trabajando con ellos, ayudó a pasar mensajes hacia y desde los prisioneros. 
A partir de 1943, los nazis la obligaron a trabajar en la mina Brzeszcze-Jawischowitz. Durante ese tiempo, continuó ayudando a los prisioneros de todas las formas posibles.  
Permaneció en su ciudad natal después de la guerra. Sus perspectivas profesionales se vieron limitadas por el nuevo gobierno comunista, debido a su participación en el Ejército Nacional. 

## Representación en el cine
Aparece como un personaje en la película de Jonathan Glazer The Zone of Interest, en la que se la muestra dejando comida para los prisioneros del campo de concentración por la noche. 
La casa utilizada como escenario de la película era la casa en la que había vivido, y la bicicleta y el vestido de la película eran suyos. 
Las escenas nocturnas en las que aparece su personaje fueron rodadas utilizando una cámara termográfica militar de alta resolución, haciendo que su personaje brille en la oscuridad.  En su discurso de aceptación del Óscar, Glazer le dedicó la película y la describió como "la chica que brilla en la película como lo hizo en la vida".  